# Mimetus ryukyus
Espèce
Mimetus ryukyus est une espèce d'araignées aranéomorphes de la famille des Mimetidae.

## Distribution
Cette espèce se rencontre au Japon dans l'archipel Ryūkyū et à Taïwan.

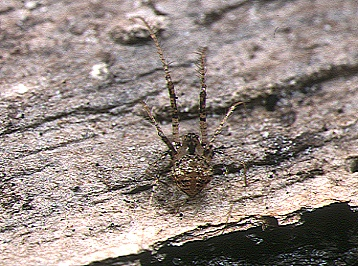
Mimetus ryukyus ♀

## Étymologie
Son nom d'espèce lui a été donné en référence au lieu de sa découverte, l'archipel Ryūkyū.

## Publication originale
- Yoshida, 1993 : A new species of the genus Mimetus (Araneae: Mimetidae) from the Ryukyus and Taiwan. Proceedings of the Japanese Society of Systematic Zoology, 49, 30-32.